# Lista jednostek Armii Unii ze stanu Oregon

Flaga stanowa Oregonu

Stan Oregon na mapie USA

Lista jednostek Armii Unii ze stanu Oregon w czasie wojny secesyjnej 1861–1865.

## Piechota
- 1 Ochotniczy Pułk Piechoty Oregonu (1st Oregon Volunteer Infantry Regiment)

## Kawaleria
- 1 Ochotniczy Pułk Kawalerii Oregonu (1st Oregon Volunteer Cavalry Regiment)

## Artyleria
Stan Oregon nie wystawił żadnego pułku artylerii.